# Aleksandr Fomín
Aleksandr Vasílievich Fomín (translitera del cirílico ruso Алекса́ндр Васи́льевич Фоми́н) (del ucraniano Олександр Васильович Фомін) (Ermólovka, Petrovsk, Imperio ruso, 2 de mayo de 1869-Kiev, RSS de Ucrania, URSS, 16 de octubre de 1935) fue un botánico, pteridólogo, y explorador ucraniano.

## Biografía
Nació en el pueblo de Ermolevka en Petrovsk, Óblast de Saratov el 2 de mayojul./ 14 de mayo de 1869greg..
Entre 1888 y 1890, Fomín junto con Nicolaĭ Adolfowitsch Busch y Nikolai Ivanovich Kuznetsov, financiados por la Sociedad Geográfica Rusa, realizaron varias expediciones botánicas y geográficas al Cáucaso.
En 1893 se graduó en la Universidad de Moscú.
En 1896, se convirtió en asistente de posgrado en la Universidad de Dorpat, ahora conocida como la Universidad de Tartu, en Estonia.
Fomín, Busch y Kuznetsov escribirían más tarde Flora Caucasica critica (Materially dlia flory Kavkaza: kriticheskoe sistematichesko-geograficheskoe izsliedovanie), que se publicó entre 1901 y 1913 como suplemento especial de la revista Trudy Sankt- Peterburgskogo obshchestva estestvoispytatelei, donde se publicaron varias especies nuevas de plantas, incluida Arabidopsis pumila.
En 1902 se convirtió en botánico en el Jardín Botánico de Tbilisi.
Entre 1907 y 1919, escribió Kavkaza i Kryma (Flora de la parte europea de Rusia, una clave ilustrada para las plantas silvestres de la parte europea de Rusia y Crimea) con Yuri Nikoláyevich Vóronov, sobre las especies de plantas en el Cáucaso. Aunque quedó inacabado debido al comienzo de la Primera Guerra Mundial. También escribió en 1907 Cucurbitaceae i Companulaceae flory Kaukaza.
En 1914, Fomin se convirtió en profesor de la Universidad de Kiev (bajo la dirección de O. Fomin).
Entre 1914 y 1935, fue director del Jardín Botánico de la Universidad de Kiev. Durante el duro invierno de 1919-1920, él y su equipo salvaron de las heladas muchas colecciones de plantas de invernadero.
En 1921 fundó el Herbario Nacional de Ucrania, que conserva sus ejemplares.
En 1922 Fomin fundó el Departamento de Botánica en el Jardín Botánico, que en 1927 se reorganizó en el Instituto de Investigación Científica de Botánica (hoy Instituto de Botánica M. G. Kholodny de Ucrania).
Cuando murió en 1935, la universidad rebautizó el jardín como Jardín Botánico AV Fomin.
Es el autor botánico de muchas especies, entre ellas: Allium atroviolaceum, Allium callidyction, Allium rupestre, Astragalus cyri, Asyneuma lobelioides, Campanula Andina, Campanula Armena, Campanula bayerniana, Campanula besenginica, Campanula raddeana, Campanula petrophila, Campanula daghestanica, Campanula longistyla, Campanula sibirica, Campanula suanetica, Centaurea daralagoezica, Crocus suwarowianus, Cryptogramma brunoniana, Fritillaria michailovskyi, Galanthus transcaucasicus, Iris acutiloba var. schelkowinkowii, Myriophyllum spicatum, Pseudomuscari forniculatum y Tulipa schmidtii.
Si bien ha colaborado en algunas publicaciones con Alexander Alfonsovich Grossheim en numerosos artículos.
Se le menciona en los diccionarios botánicos de David Mabberley de 1997.

## Algunas publicaciones
- aleksandr V. Fomin. 1907. Cucurbitaceae i Companulaceae flory Kaukaza: Kritičeskoe sistematičesko-geografičeskoe izslědovanie. Editor	Mattisen

- ----------------. 1904. Заметки и наблюдения относительно некоторых растений Кавказа. [Memorias y estudios relativas a algunas plantas del Cáucaso]) Труды Тифлисского ботанического сада [obra del jardín botánico de Tiflis]. Tiflis: Типография К. П. Козловского VI (3): 33-46

## Honores

### Epónimos

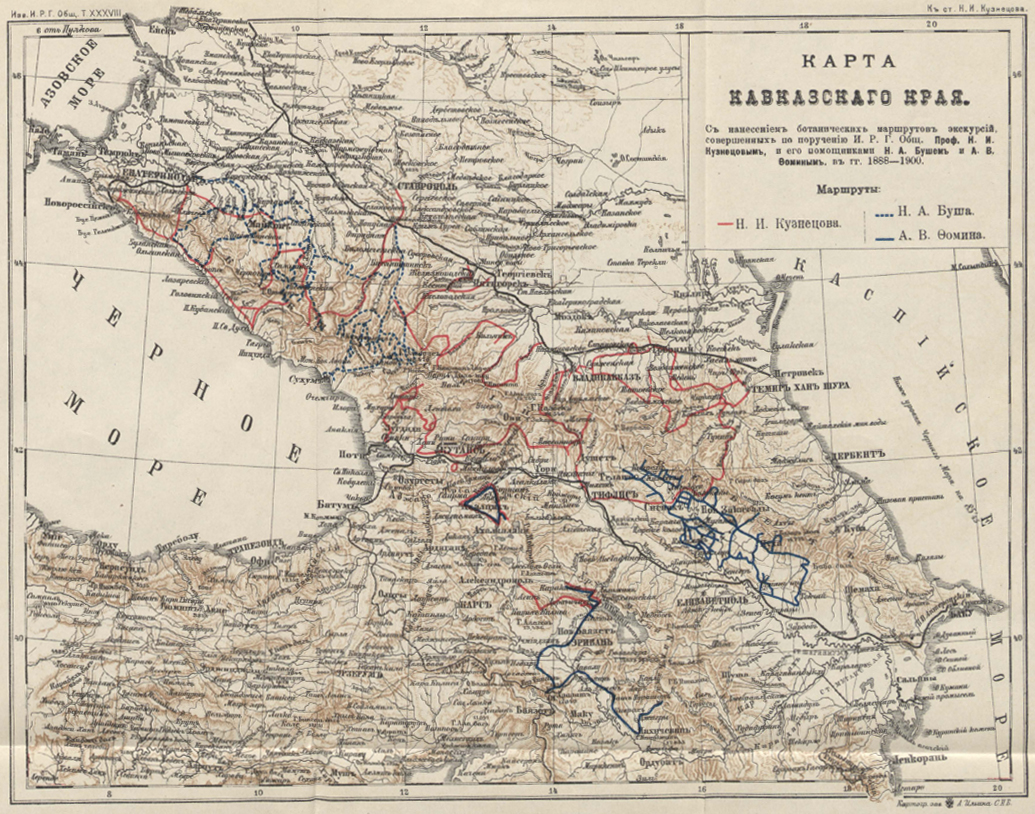
Mapa de la Expedición Botánica al Cáucaso, en azul el trayecto de Fomín, 1888-1890.

Unas veinte especies botánicas se nombraron en su honor, entre ellas:
- (Alliaceae) Allium fominianum Miscz. ex Grossh. & Schischk.[14]
- (Asteraceae) Cirsium fominii Petr.
- (Asteraceae) Crinitaria fominii (Kem.-Nath.) Czerep.
- (Campanulaceae) Campanula fominii Grossh. Kolak. & Serdyuk.
- (Colchicaceae) Colchicum fominii Bordz.
- (Dryopteridaceae) Polystichum × fominii Askerov & A.Bobrov
- (Juncaceae) Juncus fominii Zoz
- (Lamiaceae) Acinos fominii Shost.-Desiat.
- (Plumbaginaceae) Acantholimon fominii Kusn.
- (Poaceae) Atropis fominii Bilyk

Uno de los Jardines botánicos de Kiev, el Jardín botánico del Estado, con 22,5 ha, lleva su nombre, desde el año de su deceso, en 1935. Había sido su director por muchos años.
De sus extensísimas recolecciones de especies, se resguarda su herbario en la Universidad de Tartu.
- La abreviatura «Fomin» se emplea para indicar a Aleksandr Fomín como autoridad en la descripción y clasificación científica de los vegetales.[15]